# Edificio Kavanagh

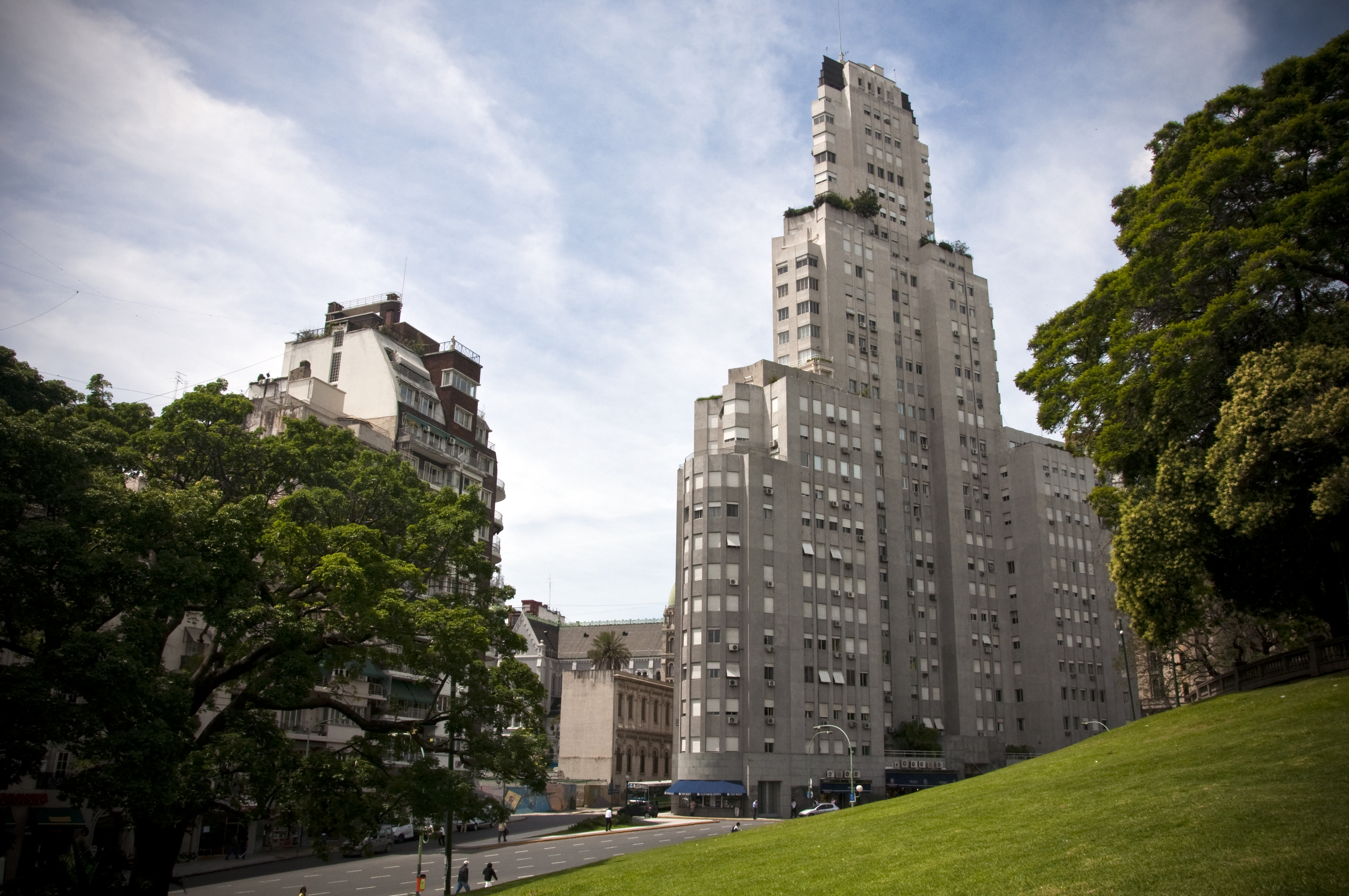
Edificio Kavanagh

Edificio Kavanagh är ett 120 meter högt bostadshus i Buenos Aires, Argentina. Byggnaden invigdes 1936.